# Bambang (Nueva Vizcaya)
Bambang is een gemeente in de Filipijnse provincie Nueva Vizcaya op het eiland Luzon. Bij de laatste census in 2007 had de gemeente ruim 45 duizend inwoners.

## Geografie

### Bestuurlijke indeling
Bambang is onderverdeeld in de volgende 25 barangays:
| - Abian - Abinganan - Aliaga - Almaguer North - Almaguer South - Banggot - Barat - Buag - Calaocan - Dullao - Homestead - Indiana - Mabuslo | - Macate - Magsaysay Hill - Manamtam - Mauan - Pallas - Salinas - San Antonio North - San Antonio South - San Fernando - San Leonardo - Santo Domingo - Santo Domingo West |

## Demografie
Bambang had bij de census van 2007 een inwoneraantal van 45.440 mensen. Dit zijn 4.047 mensen (9,8%) meer dan bij de vorige census van 2000. De gemiddelde jaarlijkse groei komt daarmee uit op 1,29%, hetgeen lager is dan het landelijk jaarlijks gemiddelde over deze periode (2,04%). Vergeleken met de census van 1995 is het aantal mensen met 8.465 (22,9%) toegenomen.

De bevolkingsdichtheid van Bambang was ten tijde van de laatste census, met 45.440 inwoners op 345 km², 131,7 mensen per km².